# Nicolas-Henri Tardieu
Nicolas-Henri Tardieu (Parigi, 18 gennaio 1674 – Parigi, 27 gennaio 1749) è stato un incisore francese.

## Biografia
Allievo di Lepautre, Gérard, Jean e Benoît Audran, Tardieu fu accettato dall'Académie il 29 ottobre 1712, ricevuto come accademico il 29 novembre 1720 con il Ritratto inciso del duca d'Antin, da un'opera di Rigaud, e infine nominato incisore del re.
Tardieu aveva sposato il 1º settembre 1706, a Saint-Jacques-du-Haut-Pas, la vedova del commissario dell'oratorio Laurent Baron, Louise-Françoise Aveline, proveniente da una famiglia d'incisori. Divenuto vedovo nel 1708, sposò in seconde nozze, il 20 ottobre 1712, la vedova del pasticciere Germain Le Coq, Marie-Anne Horthemels, la quale coltivò anch'ella il talento per l'incisione, tanto da rendere celebri al bulino i ritratti dei cardinali de Bissy e de Rohan, oltre che del Reggente. La coppia ebbe tra i propri figli Jacques-Nicolas Tardieu, futuro incisore ed allievo del padre. Grazie a questo matrimonio, Tardieu divenne inoltre cognato degli artisti Charles-Nicolas Cochin e Alexis Simon Belle.
Tra le doti artistiche di Tardieu vi furono la varietà e la libertà della pennellata, quest'ultima distintasi per essere molto colorata. Ebbe il merito inoltre di aver creato una felice combinazione tra la puntasecca e il bulino, facendo della sua opera un lavoro sia regolare che pittoresco, senza mai sfociare però in quell'eccessiva libertà tipica dei successivi artisti Jacques-Philippe Le Bas, di cui fu maestro, e Laurent Cars. La sua tavola dell'Imbarco a Citera, da Watteau, riesce ad esprimere al meglio spirito e colore del dipinto riprodotto. Un suo ritratto, realizzato da Jean-Baptiste van Loo, è custodito nelle gallerie di Versailles.

## Opere

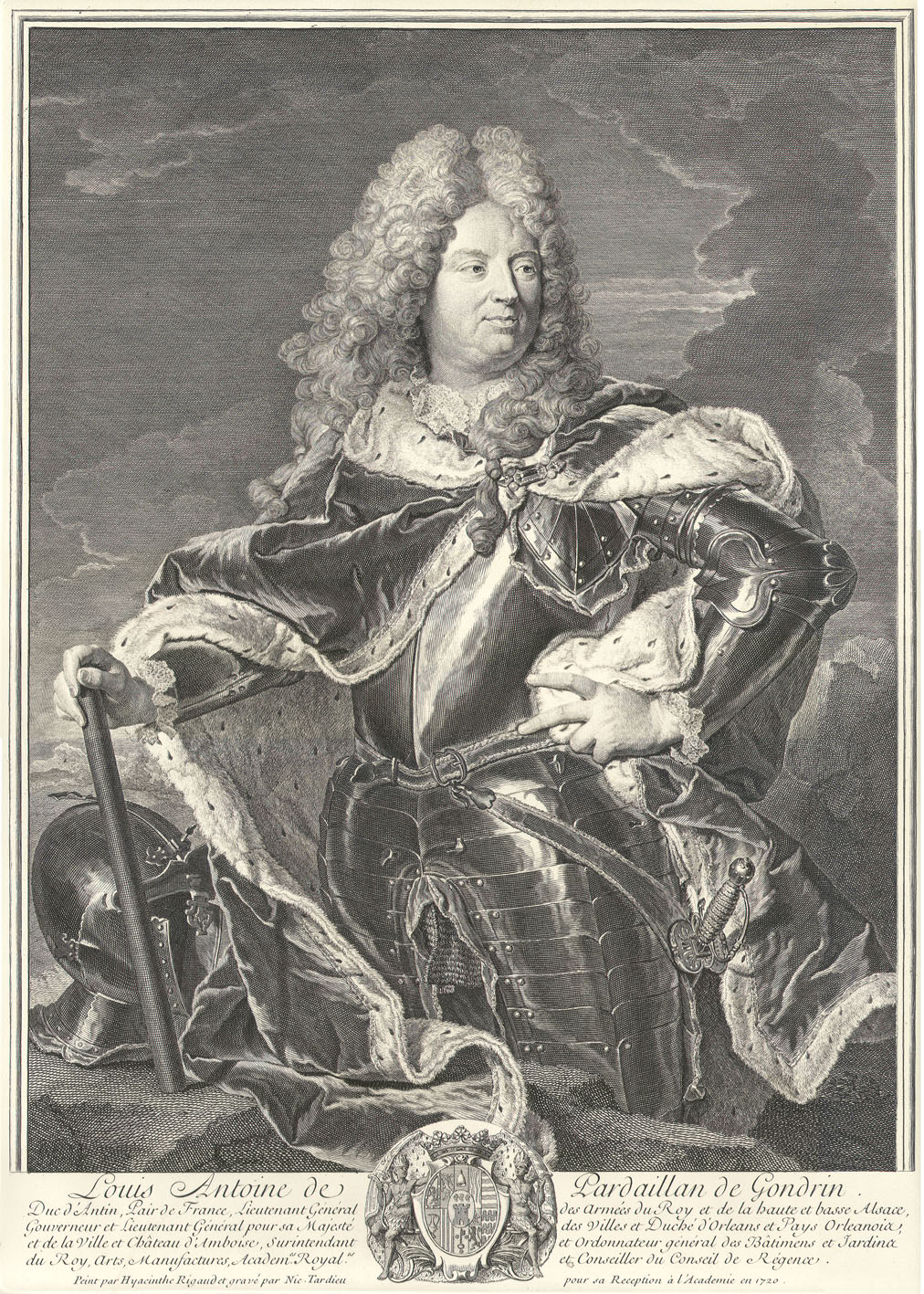
Louis-Antoine de Pardaillan de Gondrin, duca d'Antin, par Nicolas-Henri Tardieu, 1720.

### Ritratti
- Nicolas Pollart, sacerdote dell'Oratorio nel 1740, disegnato e inciso da Nicolas Tardieu, (29,8 × 20,9 cm)[1];
- Louis Antoine de Pardaillan de Gondrin, duca d'Antin, sovrintendente dei Bâtiments, da Hyacinthe Rigaud, (47 × 33,7 cm)[2];
- Claude Perreton, sacerdote della congregazione dell'Oratorio, (1622-1710), (19,2 × 12,7 cm).

### Soggetti religiosi
- San Gerolamo nel deserto, 1741, dal dipinto di Pierre Dulin nella cappella dell'abate Bignon presso il Convento di Saint-Thomas;
- Apparizione di Gesù alla Maddalena, da Bertin;
- L'Annunciazione, da Carlo Maratta (42,7 × 29,7 cm)[3];
- La Santa Vergine, (44,5 × 32,7 cm)[4];
- Adamo ed Eva rimproverati per il loro peccato, da Domenichino (44,3 × 33,5 cm)[5];
- Giudizio di Salomone, da Sébastien Leclerc, (1676-1763).

### Soggetti storici o mitologici
- Serie di dodici incisioni rappresentanti diversi episodi della vita dell'imperatore Costantino realizzate da dipinti di Peter Paul Rubens: La croce appare in cielo all'imperatore Costantino (36 × 41,7 cm)[6]; Costantino riceve il battesimo nel 337, (38 × 41,5 cm)[7]; Doppio matrimonio di Costanzo Cloro e Massimiano Galerio nel 292, (37 × 44,5 cm)[8]; Costantino e suo figlio Crispo si incontrano a Bisanzio dopo la battaglia navale di Gallipoli nel 324, (36,1 × 25,5 cm)[9]; Battaglia di Costantino contro il tiranno Massenzio, 28 ottobre 312, (36,2 × 49,7 cm)[10]; Sconfitta e morte del tiranno Massenzio, (36 × 53,5 cm); Costantino si fa portare lo stendardo, (35,9 × 25,5 cm)[11]; Entrata di Costantino a Roma nel 312, (36 × 42,8 cm)[12]; I Senatori rendono omaggio a Costantino, (36,2 × 42 cm)[13]; Trofeo alla gloria di Costantino nel 312, (36,2 × 25,5 cm)[14]; Fondazione di Costantinopoli nel 326, (36 × 31,5 cm)[15]; Elena, madre di Costantino, gli presenta un pezzo della vera Croce che fece portare da Gerusalemme nel 327, (36,2 × 31,4 cm)[16].
- L'ira di Achille, da Antoine Coypel
- L'incoronamento del re Luigi XV (54 × 80 cm)[17]
- Un seguito delle Battaglie d'Alessandro, da Lebrun.

Incisioni con soggetti storici o mitologici
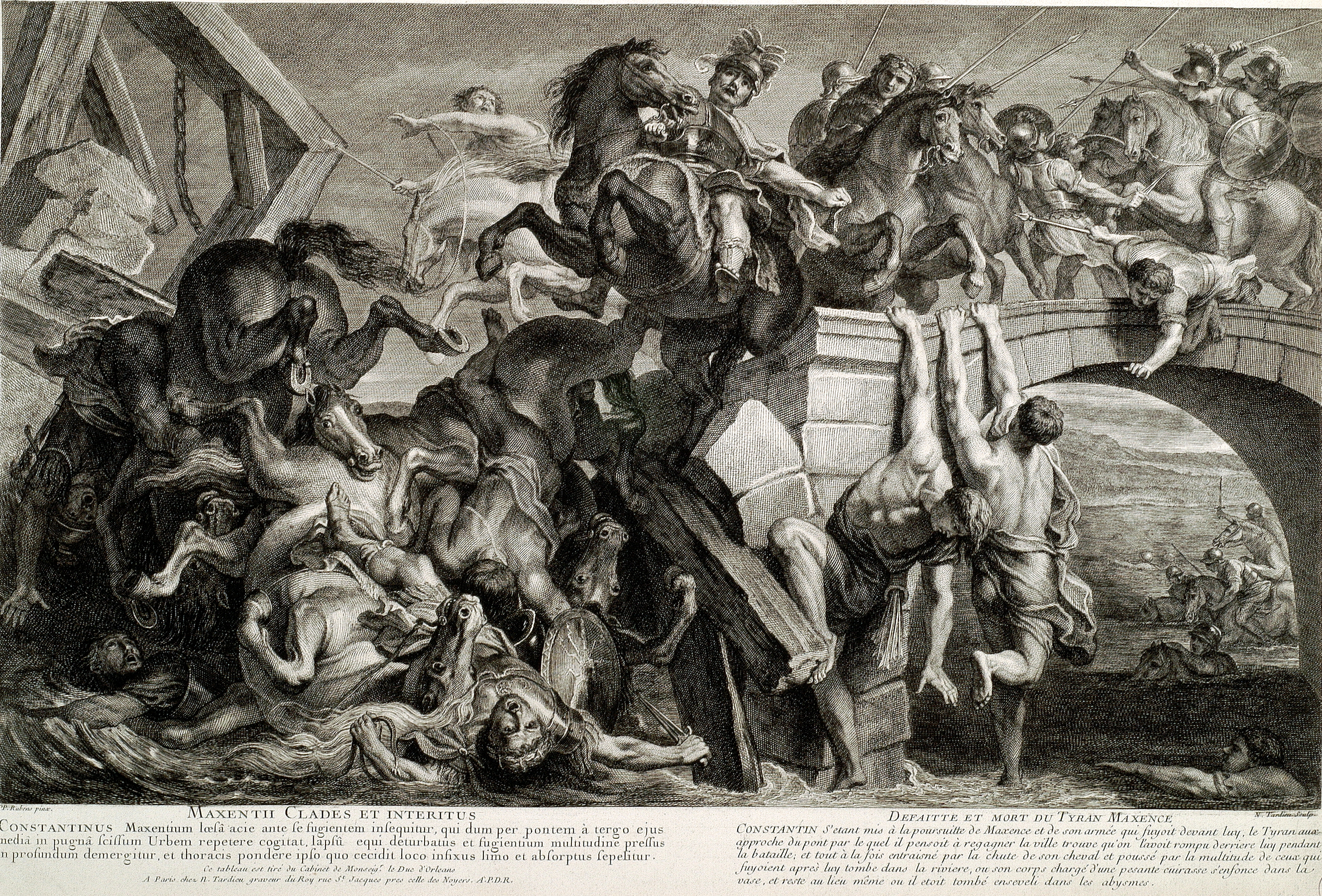
Sconfitta e Morte del Tiranno Massenzio
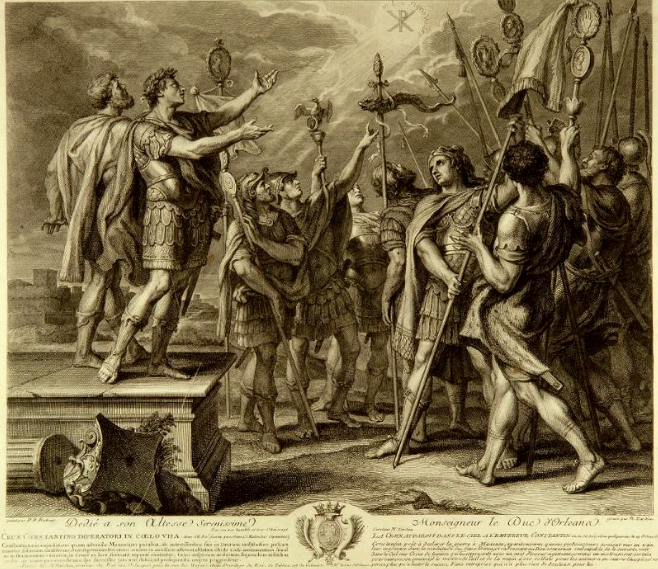
La Croce appare in cielo all'imperatore Costantino
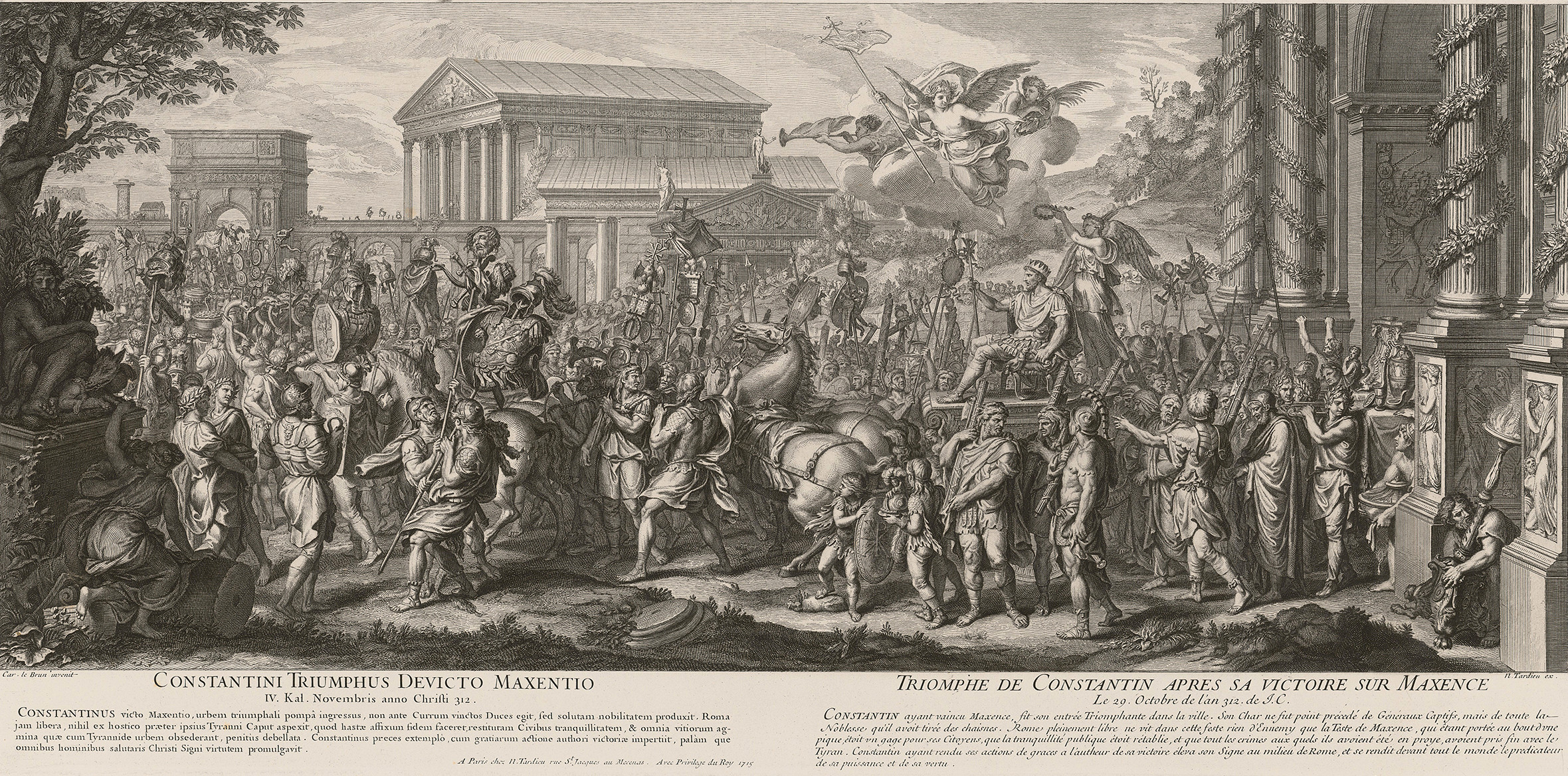
Trionfo di Costantino

### Soggetti diversi
- Un soffitto del Palais-Royal, da Charles-Antoine Coypel, (85,5 × 102,3 cm)[18];
- Veduta della città di Beauvais, da un pastello di Oudry, 1747;
- Veduta dell'abbazia di Poissy dal lato della foresta di Saint-Germain, 1748, da un pastello di Oudry;
- Enriade di Voltaire, Londra, 1728, frontespizio del canto quarto da Nicolas Vleughels;
- Incisioni, 1738;
- Raccolta storica d'illustri uomini d'Inghilterra, da disegni italiani e francesi;
- Alcune delle incisioni per le Fables nouvelles di Antoine Houdar de La Motte pubblicate nel 1719: L'aquila e l'aquilotto[19], La maga[20], I sacchi del destino[21], I due oracoli, Il pellicano e il ragno, L'uomo e la sirena, Achille e Chirone, Minosse e la morte, ecc. Gli altri incisori che hanno illustrato questo libro erano: Claude Gillot, Nicolas-Étienne Edelinck, Bernard Picart e Charles Simonneau.
- Incisioni da Antoine Watteau:
  - I Campi Elisi[22]
  - Imbarco per Citera[23]
  - La proposta imbarazzante[24]
  - L'età felice, età d'oro[25]
  - M. de Julienne suona il violoncello vicino a Watteau[26]

Incisioni da Antoine Watteau
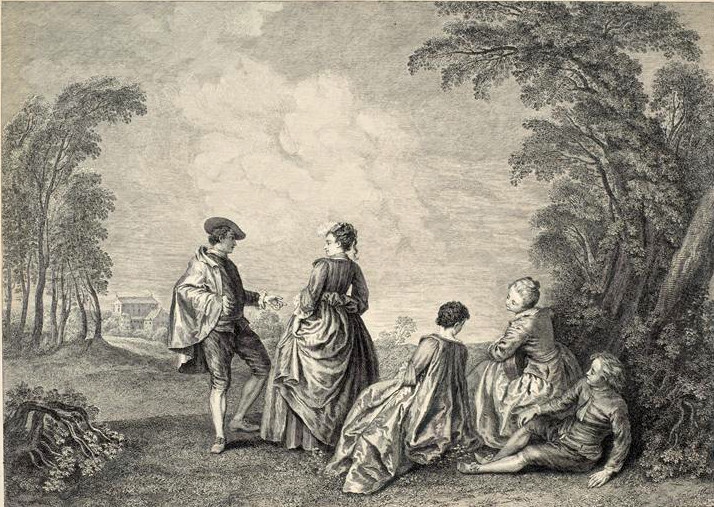
La proposta imbarazzante
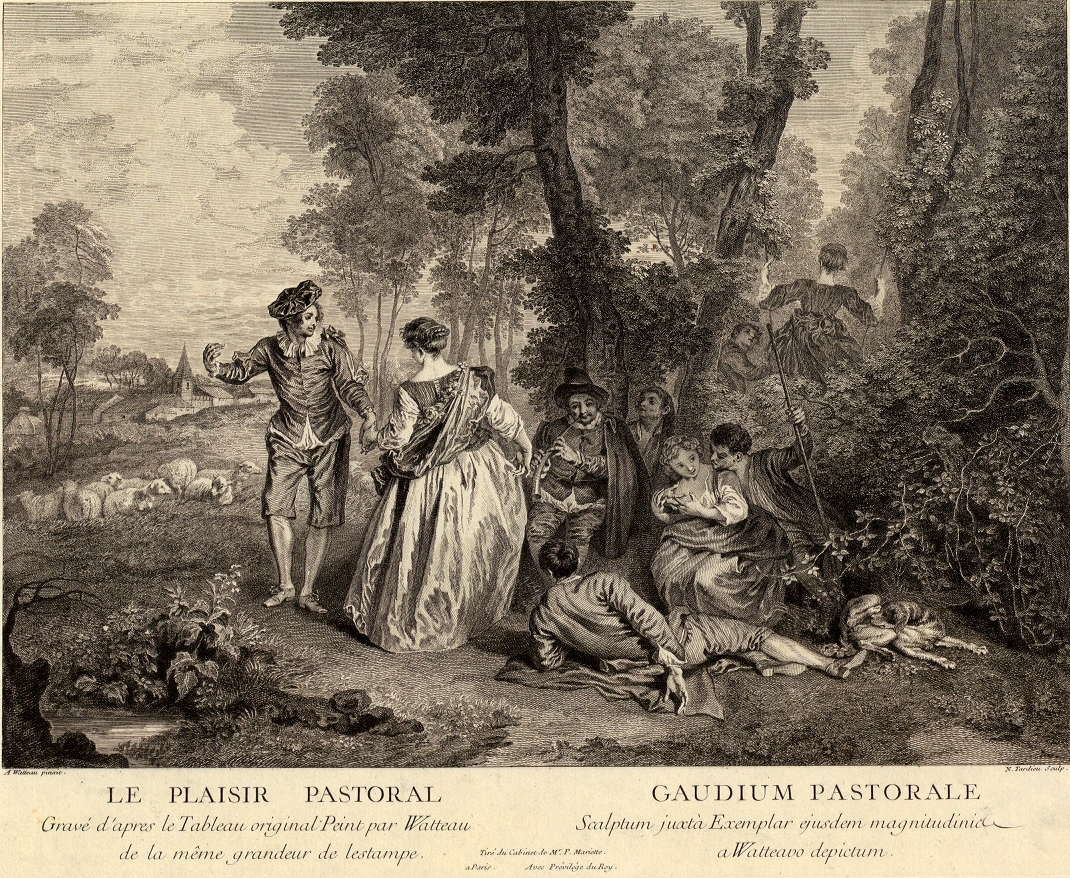
Piacere pastorale
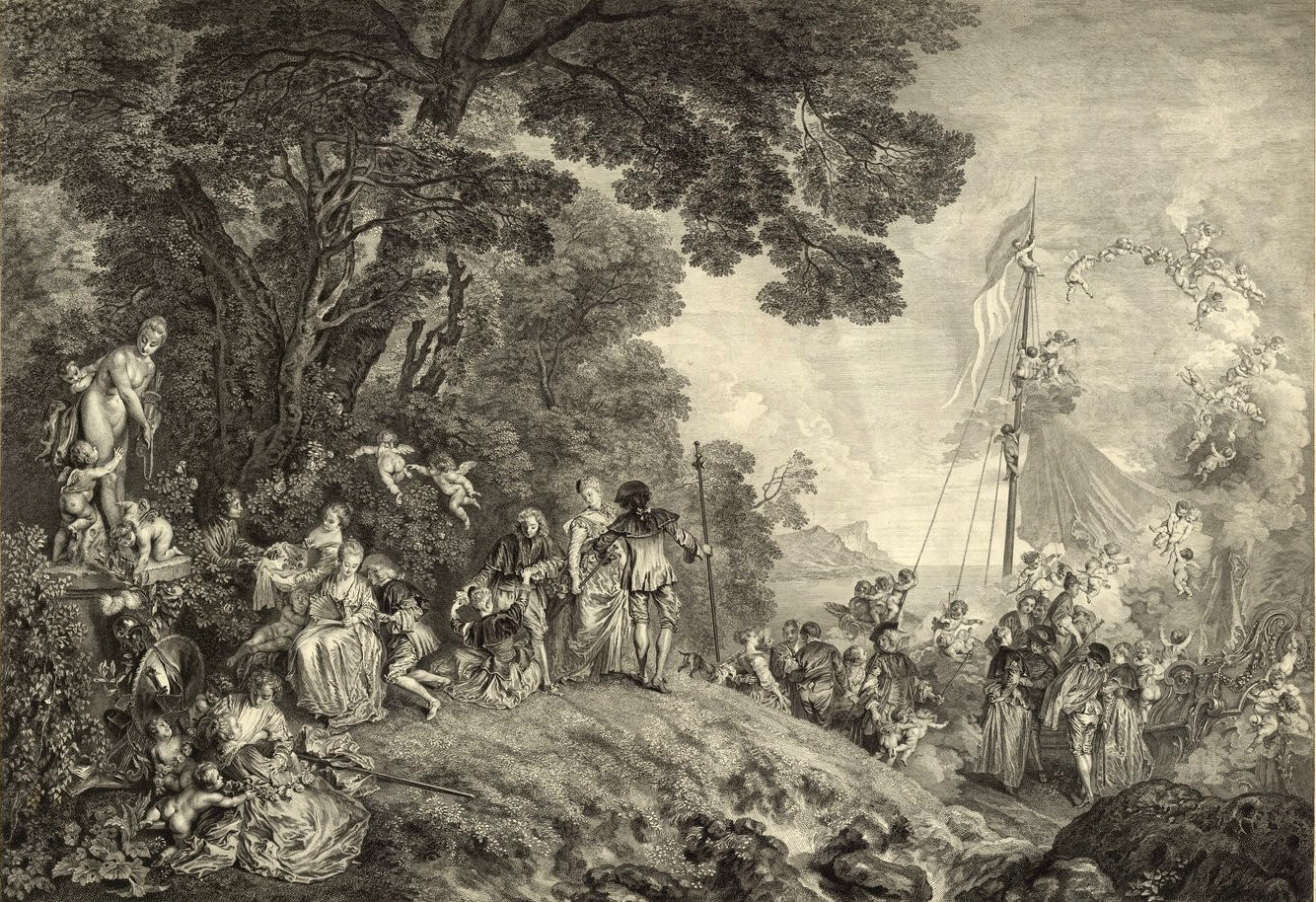
Imbarco per Citera
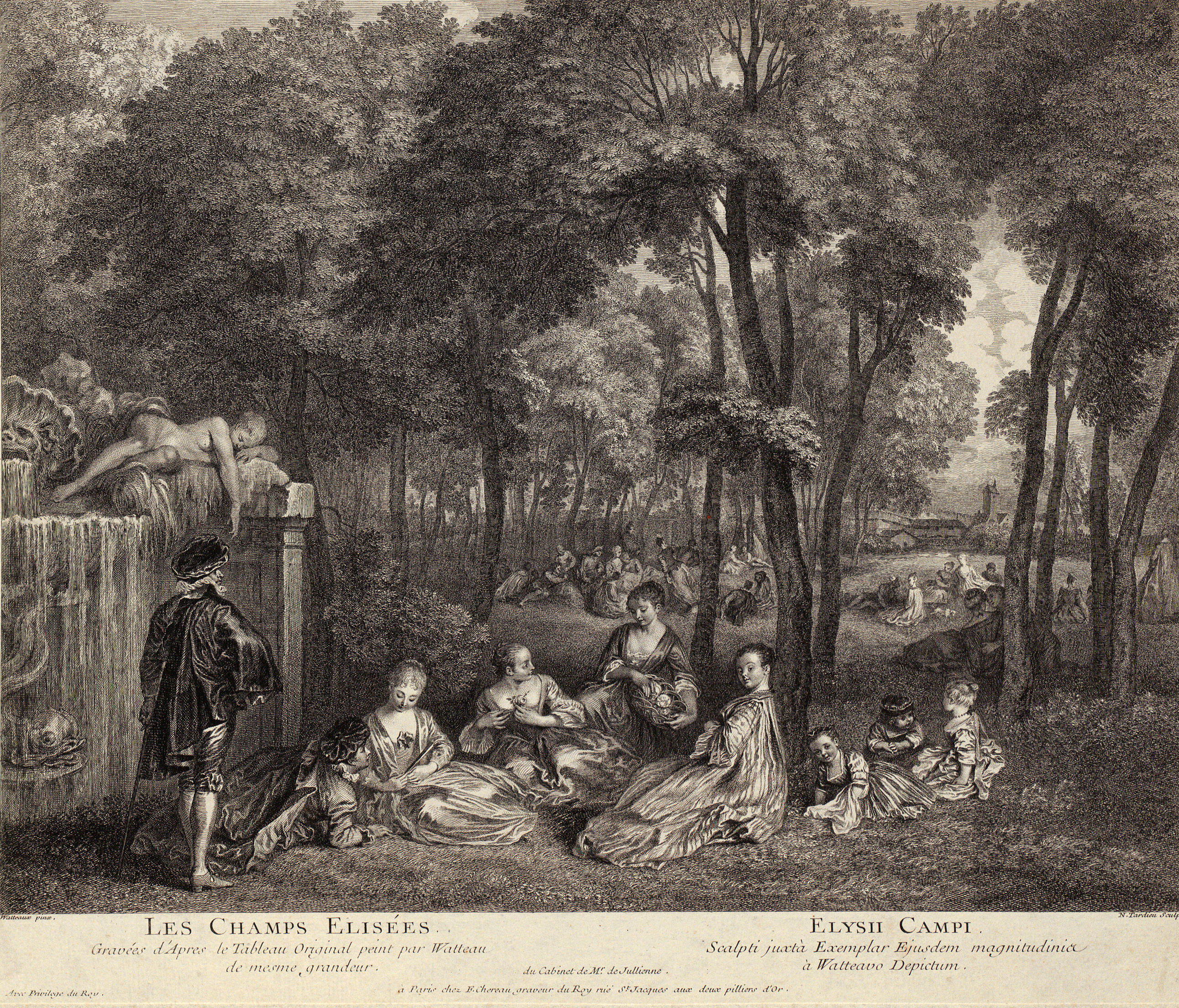
I Campi Elisi

## Mostre
- Antoine Watteau e l'arte della stampa, Museo del Louvre, Parigi, 2010.

## Allievi
- Bernard Baron
- Laurent Cars
- Pierre-Simon-Benjamin Duvivier
- Jacques-Philippe Le Bas